# Contagem Esporte Clube
Contagem Esporte Clube é uma agremiação esportiva de Contagem, Minas Gerais. Foi fundada no dia 1 de fevereiro de 2006 e, atualmente, pertence ao Grupo Avante Brasil. Suas cores são verde, azul e branco. Seu mascote é a abóbora e seu estádio é o estádio Rinaldo Cota Arnaldo, com capacidade para 5000 torcedores. Seu maior Rival é o Coimbra Sports.

## História
Tendo iniciado suas atividades em 2006, o Contagem Esporte Clube surgiu com objetivo de ascender no cenário esportivo mineiro, movimentando a segunda maior cidade da região metropolitana de Minas Gerais. 
Estreou em 2009 na Segunda Divisão do Mineiro sendo eliminado na primeira fase.
Após período de inatividade, o clube retornou à ativa em 2020 com o novo presidente Eduardo Moreira. Munido de grande experiência na gestão esportiva, o mandatário pretende inserir o clube como uma grande força esportiva no estado. No mesmo ano disputou a Segunda Divisão do Mineiro chegando ao hexagonal final mas acabou terminando na última posição.
Em 2021 acabou sendo eliminado na primeira fase.
Em 2022 o clube somou 8 pontos no Grupo A e foi eliminado na primeira fase.
O clube atualmente faz parte do Grupo Avante Brasil, que promove o esporte no âmbito social, participativo e de alto rendimento. 

## Estatísticas

### Participações
|  | Participações em 2024 |

| Competição   | Competição      | Temporadas | Melhor campanha           | Anos            | P | R |
| Minas Gerais | Segunda Divisão | 6          | 6º colocado (2020 e 2023) | 2009, 2020-2024 | – |   |